# 维埃纳河畔安格朗德站
维埃纳河畔安格朗德站是法国的一个铁路乘降所，位于法国维埃纳省市镇安格朗德，靠近沙泰勒罗。

## 位置
维埃纳河畔安格朗德站位于安格朗德市区的东部，巴黎－波尔多铁路296.956公里处。车站大致呈南北走向，原有的车站站房位于铁路线西侧，现已另作他用；东侧亦可进入下行方向的站台。车站内部没有供穿越轨道的设施，前往对侧站台需通过车站以北150米处的公路高架桥侧的人行通道前往。该站无任何售票设施，在该站上车的乘客需提前购票或使用通勤卡。

## 站台设置
| 西↑ |      |             |
|     | 侧式 |             |
|     |      | 图尔方向→   |
|     |      | ←普瓦捷方向 |
|     | 侧式 |             |
| 东↓ |      |             |

## 停靠线路
以下列车线路在维埃纳河畔安格朗德站停靠：
| 维埃纳河畔安格朗德站列车线路表 |      |        |          |                                           |
| 线路                           | 车种 | 上一站 | 下一站   | 大致运行频率                              |
| 图尔—普瓦捷                    | TER  | 当热   | 沙泰勒罗 | - 普瓦捷方向：每天1趟 - 图尔方向：每天2趟 |
| 1. 2.                          |      |        |          |                                           |

## 配套交通

### 长途客车
| 停靠维埃纳河畔安格朗德站的大巴车 |                  |                                                                    |
| 上下车地点                       | 运营单位         | 主要线路及目的地                                                   |
| D910 安格朗德市区内              | Lignes en Vienne | 202 沙泰勒罗 · 当热-圣罗曼 · 莱索尔姆 · 皮勒港 · 拉塞勒圣阿旺      |
| D910 安格朗德市区内              | Car TER          | （当铁路线施工或罢工时，SNCF可能会提供途径该线路沿途站点的大巴车） |
| 1. 2. 3.                         |                  |                                                                    |

### 城市公共交通
维埃纳河畔安格朗德站附近暂无城市公共交通线路。

### 社会车辆
维埃纳河畔安格朗德站门口可停靠社会车辆。

## 临近车站
| 维埃纳河畔安格朗德站（Gare d'Ingrandes-sur-Vienne） |                  |                    |
| 上行车站                                            | 线路             | 下行车站           |
| 当热站 7.7km ←                                      | 巴黎－波尔多铁路 | 沙泰勒罗站 → 6.5km |
| - 本表仅显示运营中的线路及车站                      |                  |                    |